# 6585 O'Keefe
6585 O'Keefe (1984 SR) là một tiểu hành tinh bay qua Sao Hỏa được phát hiện ngày 16 tháng 9 năm 1984 bởi C. S. Shoemaker ở Palomar.